# Lucio Dell'Angelo
Lucio Dell'Angelo (Lucinico, Italia, 18 de abril de 1938 - Viareggio, Italia, 1 de enero de 2013) fue un futbolista italiano que desempeñaba la posición de centrocampista. También fue entrenador durante un año.

## Biografía
Fue un centrocampista surgió de las categorías inferiores del Friuli, y que posteriormente fue fichado por el Milan, donde al final no pudo debutar, por lo que se fue al Massese, aunque no pudo debutar en la Serie A hasta que lo hizo con la Fiorentina en la temporada 1958-1959. Compitió la última parte de la misma campaña con el Alessandria y jugó con el mismo un partido de la copa de Italia contra la Juventus.
Se traspasó al Prato, con el cual promocionó a la Serie B desde la Serie C en la temporada (1959-1960). Posteriormente volvió a Florencia donde estuvo las dos siguientes temporadas. Pasó por el Lanerossi Vicenza, siempre en la serie A, y en la Serie B con el Verona. En 1966 se traspadó al Atalanta, donde estuvo tres años.
Su carrera también contiene tres años jugando para el Mantova, con quien promocionó a la serie A desde la serie B en la temporada (1970-1971). Posteriormente hizo un paréntesis en el Monza y por último año pasó al Parto para jugar la Serie C y la Serie D.
También consta de una presencia para su selección en el nivel Nazionale B.
Falleció el 1 de enero de 2013 en Viareggio a los 74 años de edad en el hospital Versilia debido a una larga enfermedad.

## Clubes

### Jugador
| Club                         | País   | Año         |
| ---------------------------- | ------ | ----------- |
| Pro Gorizia                  | Italia | 1953-1954   |
| Amaro Udine                  | Italia | 1954 – 1955 |
| Venzone                      | Italia | 1955-1956   |
| AC Milan                     | Italia | 1956-1957   |
| Unione Sportiva Massese 1919 | Italia | 1957-1958   |
| ACF Fiorentina               | Italia | 1958-1959   |
| UC Alessandria               | Italia | 1959        |
| Associazione Calcio Prato    | Italia | 1959-1961   |
| ACF Fiorentina               | Italia | 1961-1963   |
| Lanerossi Vicenza            | Italia | 1963-1965   |
| Hellas Verona                | Italia | 1965-1967   |
| Atalanta Bergamasca Calcio   | Italia | 1966-1969   |
| Mantova                      | Italia | 1969-1972   |
| Monza                        | Italia | 1972-1973   |
| Prato                        | Italia | 1972-1976   |

### Entrenador
| Club      | País   | Año       |
| --------- | ------ | --------- |
| Viareggio | Italia | 1978-1979 |